# Paldän Gjaccho
Palden Gyatso (1933, Panam, Tibet – 30. listopadu 2018) byl tibetský buddhistický mnich.
Během čínské invaze do Tibetu byl zatčen za protesty a strávil 33 let v čínských věznicích a pracovních táborech, kde byl krutě mučen. Po svém propuštění v roce 1992 utekl do exilu do Dharamsaly v severní Indii. I přes svůj věk byl stále praktikujícím mnichem a politickým aktivistou.
Jeho autobiografie Oheň pod sněhem byla v roce 1997 přeložena Tseringem Shakyou a publikována v časopise Grove Press. Ve svém svědectví popisuje Paldän krutosti čínského trestního systému v Tibetu a bezohledné mučení, které on i jeho spoluvězni zakoušeli.
Na základě knihy Oheň pod sněhem byl v roce 2008 natočen stejnojmenný dokumentární film. Snímek přibližuje Paldänovy vzpomínky z minulosti a jejich vliv na jeho život aktivisty v exilu. I když dalajlama požaduje pro Tibet pouhou autonomii, existuje mezi Tibeťany početná skupina těch, kteří pro svou zemi požadují úplnou nezávislost. V rozhovorech s Paldänem je divákovi přiblížena pluralita politických názorů tibetské exilové komunity.

## Život
Palden Gyatso se narodil v tibetské vesnici Panam, která se nachází na řece Nyangchu mezi Gyantse a Shigatse. V roce 1943 vstoupil jako novic do buddhistického kláštera Gadong. Během čínské invaze se stal plně vysvěceným mnichem školy Gelug. Později studoval v klášteře Drepung poblíž Lhasy.
Po tibetském povstání roku 1959 byl zatčen Palden Gyatso čínskými úřady. Strávil následujících 33 roků v různých čínských věznicích a pracovních táborech, kde byl brutálně mučen s nevratným fyzickým poškozením. Navíc byl přinucen zúčastnit se barbarského programu násilné převýchovy. Během této doby stále praktikoval Dharmu (Buddhova učení).
V roce 1992 byl Palden Gyatso propuštěn. Utekl do Dharamsala v Indii, kde sídlí tibetská exilová vláda. Tam v tibetštině napsal svou autobiografii Oheň pod sněhem. Která byla od té doby přeložena do mnoha jazyků a stala se námětem stejnojmenného filmu.
Během jeho návštěv v Americe a v Evropě se stal politicky aktivním jako odpůrce čínské okupace a jako svědek mnoha let pod čínskou nadvládou. V roce 1995 byl vyslechnut radou OSN pro lidská práva v Ženevě.
V roce 2008 držel Paldän hladovku na protest proti konání olympijských her v Pekingu a ve snaze přilákat pozornost médií k porušování lidských práv v Tibetu.
Koncem roku 2009 Palden Gyatso žil v Dharamsale a pokračoval ve svém studiu buddhismu.